# دانی شاهین
دانی شاهین (به آلمانی: Dani Schahin)؛ زادهٔ ۹ ژوئیهٔ ۱۹۸۹) بازیکن فوتبال اهل آلمان است.
از باشگاه‌هایی که در آن بازی کرده‌است می‌توان به باشگاه فوتبال هامبورگ، باشگاه فوتبال گروتر فورث، باشگاه فوتبال اف‌اس‌وی فرانکفورت، باشگاه فوتبال فورتونا دوسلدورف، باشگاه فوتبال ماینتس ۰۵، باشگاه فوتبال فرایبورگ، باشگاه فوتبال دینامو درسدن و باشگاه فوتبال انرژی کوتبوس اشاره کرد.
وی همچنین در تیم‌های ملی فوتبال جوانان آلمان و زیر ۲۰ سال آلمان بازی کرده‌است.